# Uniwersytet w Dhace

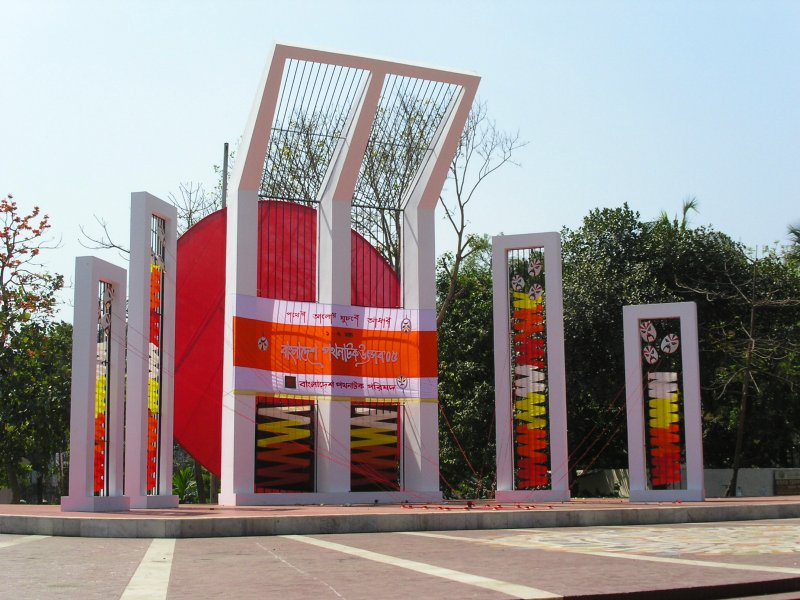
Pomnik Shaheed Minar przed uniwersytetem

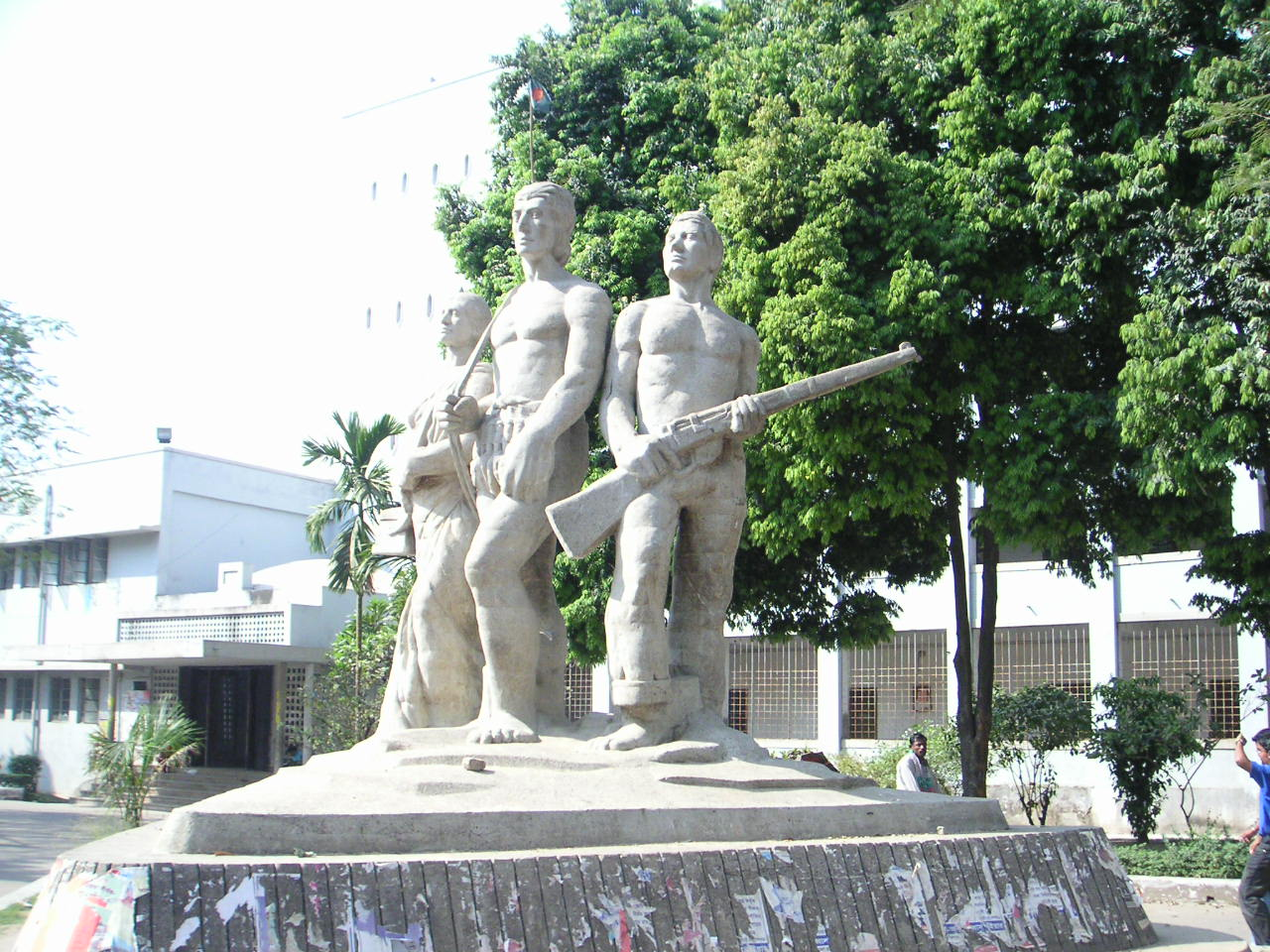
Pomnik Liberation War upamiętniający wojnę o niepodległość Bangladeszu na terenie Uniwersytetu

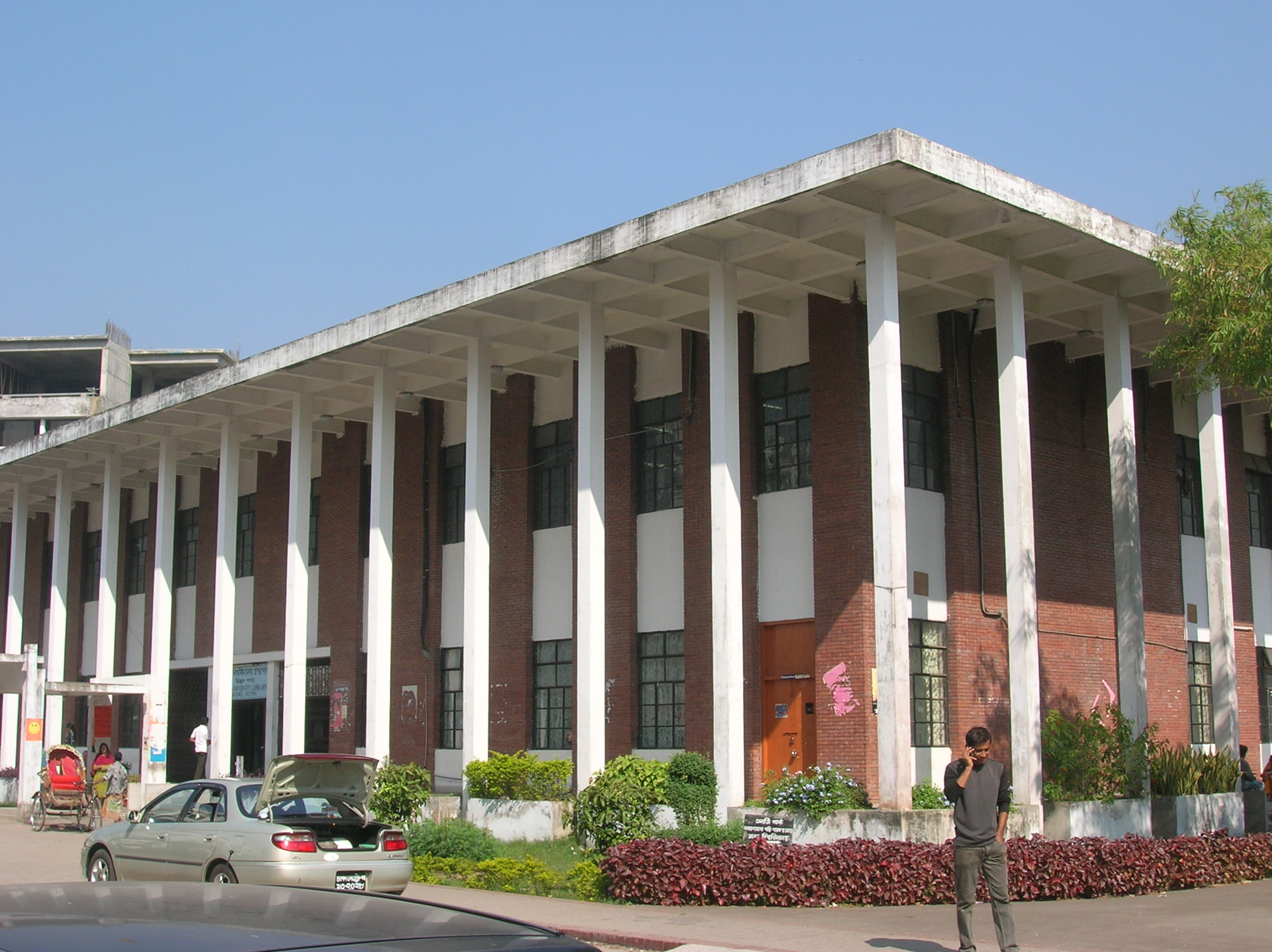
Budynek biblioteki naukowej

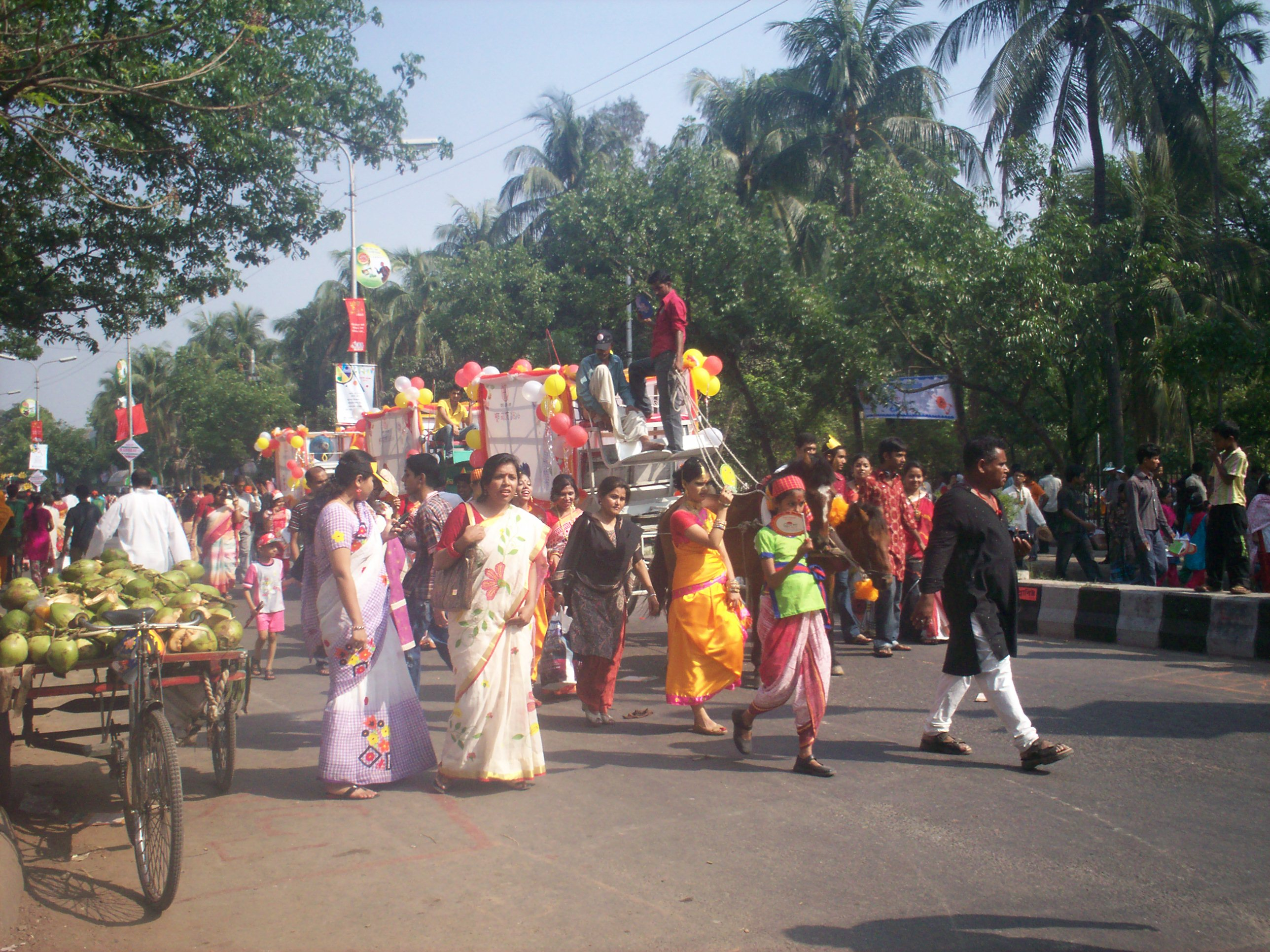
Uroczystości Pohela Boishakh bengalskiego Nowego Roku na terenie kampusu DU

Uniwersytet w Dhace (beng. ঢাকা বিশ্ববিদ্যালয়, ang. University of Dhaka, znany również jako Dhaka University lub DU) – publiczna szkoła wyższa z siedzibą w Dhace, stolicy Bangladeszu.
Założony w 1921 roku jest najstarszym uniwersytetem w kraju i największą uczelnią publiczną w Bangladeszu. Obecnie uniwersytet posiada 13 wydziałów, 71 departamentów, 10 instytutów i 38 centrów badawczych. Na jego terenie znajduje się 17 domów studenckich i 3 hostele. Co roku przyjmowanych jest około 5 800 studentów, a całkowita liczba uczących się wynosi 33 112 osób, na których przypada 1805 nauczycieli akademickich.
W 2000 roku uniwersytet został umieszczony na 64. miejscu w rankingu 100 najlepszych uczelni w Azji przez magazyn AsiaWeek, a w 2011 roku zajmował 551 pozycję wśród notowanych 30 tys. uniwersytetów na świecie.

## Historia
1 lipca 1921 roku w części miasta zwanej Ramna otwarto uniwersytet w Dhace. Na powierzchni 243 ha ulokowano 3 wydziały i 12 departamentów oraz 3 domy studenckie, w których mieszkało i studiowało 877 studentów, a nauczało ich 60 wykładowców. Pierwszym rektorem (ang. Vice-Chancellor) założonego przez brytyjski rząd uniwersytetu został P.J. Hartog, który od samego położył nacisk na rozwój edukacji:

Człowiek może być wspaniałym nauczycielem podstawowych przedmiotów bez umiejętności rozwoju tej wiedzy. Uważam jednak, że w przypadku nauki wyższej nikt nie potrafi nauczać dobrze, jeśli nie posiada wyobraźni połączonej z determinacją, która prowadzi do odkrywania i rozwoju nowych obszarów wiedzy, i choćby dlatego uniwersytet, żeby być prawdziwym uniwersytetem musi wiedzieć, że jego nauczyciele również są zdolni do rozwoju nauki.

Głównym zadaniem uniwersytetu jest tworzenie i rozwijanie nowych obszarów wiedzy i szerzenie jej wśród społeczeństwa poprzez swoich studentów i absolwentów. Wysoki poziom edukacji i prowadzonych badań już we wczesnych latach działalności przyczynił się, że uczelnia nazywana była „Oksfordem wschodu”. przyczyniła się do kreowania współczesnej historii Azji Południowej. Po podziale Indii, stała się centralnym punktem postępowych i demokratycznych ruchów w ówczesnym Pakistanie. Jego uczniowie i nauczyciele odegrali kluczowe role we wzroście świadomości narodowej Banglijczyków i uzyskania niepodległości przez Bangladesz. Krótko po uzyskaniu niepodległości nowy rząd ustanowił tzw. University of Dhaka Order 1973, gdzie niezależność i demokratyczne normy zostały podkreślone jako ważne i integralne cechy tej uczelni.
Już 22 lutego 1923 roku gubernator Bengalu i kanclerz Uniwersytetu w Dhace Loard Lytton w jednym ze swoich przemówień powiedział:

Ten Uniwersytet jest największym skarbem Dhaki i zrobi więcej niż cokolwiek innego, by sława Dhaki rosła i rozszerzała się poza granice Bengalu, a nawet samych Indii.

### Walka o język bengalski
21 marca 1948 roku Muhammad Ali Jinnah, gubernator utworzonego rok wcześniej Pakistanu, ustanowił język urdu jedynym oficjalnym językiem państwowym zarówno dla Pakistanu Zachodniego, jak i dla Wschodniego (obecnie Bangladesz), którego większość stanowili Banglijczycy mówiący językiem bengalskim. Wkrótce rozpoczęły się protesty przeciwko temu rozporządzeniu. Rząd korzystając ze stosownych przepisów zabraniających zgromadzeń publicznych krwawo tłumił wszelkie protesty. 21 lutego 1952 roku studenci uniwersytetu w Dhace zaczęli nawoływać do strajku generalnego. Pakistańska policja otworzyła ogień do gromadzących się na ulicach studentów. Walka zakończyła się zwycięstwem i język bengalski uznany został językiem państwowym.
Na terenie Uniwersytetu postawiono pomnik na cześć studentów walczących o język bengalski. Shaheed Minar zwany także Pomnikiem Męczenników stał się symbolem walki o język ojczysty. W 1999 roku UNESCO nawiązując do tamtych wydarzeń ustanowiło 21 lutego Międzynarodowym Dniem Języka Ojczystego upamiętniając wszystkich ludzi walczących o prawo do używania języka ojczystego.

### Wojna o niepodległość Bangladeszu
Uniwersytet w Dhace odegrał ważną rolę w narodowej emancypacji w czasie wojny narodowowyzwoleńczej w 1971 roku, która zakończyła się utworzeniem niezależnego państwa Bangladesz. Na znak oporu przeciw władzom pakistańskim 2 marca 1971 roku studenci wywiesili narodową flagę Bangladeszu na dachu głównym budynku uniwersyteckiego. Społeczność uniwersytecka stała się jedną z pierwszych ofiar pakistańskiej armii w ramach operacji Searchlight rozpoczętej w nocy 25 marca. Zakończona w grudniu wojna pochłonęła wiele ofiar, zarówno wśród nauczycieli, pracowników cywilnych uniwersytetu, jak i studentów.

## Biblioteka
Położona w środkowo-wschodniej części kampusu biblioteka powstała w 1921 roku, tym samym roku co uniwersytet. Początkowo zbiory liczyły 18 tys. woluminów pochodzących z bibliotek Dhaka College i Law College. Obecnie biblioteka jest największą biblioteką w kraju. Na powierzchni ok. 14 tys. m² Znajduje się tam ponad 617 tys. woluminów, w tym roczników czasopism i 30 tys. manuskryptów w różnych językach, a także wiele mikrofilmów i mikrofiszek. Mieści się ona w trzech niezależnych budynkach: administracyjnym, głównym i biblioteki naukowej. W tym ostatnim znajdują się 4 czytelnie klimatyzowane, z których jednocześnie może korzystać 400 studentów.

## Stowarzyszenia i kluby studenckie
- Teachers & Students Centre (TSC) – stowarzyszenie nauczycieli i studentów założone w 1961 roku[6],
- Dhaka University Journalists Association (DUJA) – stowarzyszenie dziennikarzy założone w 1985 roku,
- Dhaka University Tourist Society (DUTS) – towarzystwo turystyczne założone w 1995 roku,
- Dhaka University Film Society (DUFS) – klub filmowy[7]
- Dhaka University Photographic Society (DUPS) – klub fotograficzny[8],
- Badhan – stowarzyszenie honorowych dawców krwi założone w 1997 roku,
- Dhaka University Rover Scout Group – 5 drużyn skautowych skupiających ponad 300 skautów[6].

## Sławni absolwenci
- Buddhadeb Bose – XX-wieczny poeta bengalski
- Satyendra Nath Bose – fizyk specjalizujący się w fizyce matematycznej m.in. statystyce Bosego-Einsteina
- Faiz Ahmad Faiz – poeta piszący w urdu
- Kazi Motaher Hossain – bengalski pisarz, dziennikarz, szachista i statystyk
- Kazi Nazrul Islam – bengalski poeta, muzyk i rewolucjonista
- Abdus Suttar Khan – amerykański chemik i wynalazca paliwa do samolotów odrzutowych
- Fazlur Rahman Khan – bengalski inżynier i architekt
- Kariamanickam Srinivasa Krishnan – współodkrywca efektu Ramana
- Shamsur Rahman – bengalski poeta i dziennikarz
- Sheikh Mujibur Rahman – polityk, twórca i prezydent Bangladeszu
- Rehman Sobhan – ekonomista
- Rabindranath Tagore – poeta laureat Nagrody Nobla w dziedzinie literatury (1913)[9]
- Muhammad Yunus – laureat Pokojowej Nagrody Nobla (2006)[10]
- Tirukkannapuram Vijayaraghavan – współodkrywca liczby PV (ang. PV number)